# Hannonia (Plantae)
Hannonia, monotipski biljni rod u porodici zvanikovki, dio tribusa Galantheae. Jeina vrsta H. hesperidum, lukovičasti je geofit, endem u Maroku.
Biljka naraste do 10 cm visine, listovi su široko svega 2 mm i dugi 20 cm. Cvate u kasno ljeto, Cvjetovi su bezmirisni, svaki cvijet traje samo jedan dan a otvaraju se kasno popodne.
Raste po pukotinama stijena.